# Неос Дромос тон Серон
„Неос Дромос тон Серон“ (на гръцки: Νέος Δρόμος των Σερρών) е гръцки вестник, излизал в Сяр, Гърция от 27 януари 1935 година.
Подзаглавието е Седмичен политически наблюдател на либералните принципи (Εβδομαδιαία πολιτική επιθεώρησις φιλελευθέρων αρχών). Директори са Г. Х. Пападопулос и Г. Н. Кокинос. Вестникът излиза в четири страници 35 х 50. Вестникът спира след своя 5 брой при опита за венизелистки преврат на 1 март 1935 година, оглавен от Николаос Пластирас. Подновен е отново на 2 юни, като директор е вече само Пападопулос. Вестникът спира окончателно през август същата година.